# Jamie Murray
Jamie Robert Murray (Dunblane, 13 de Fevereiro de 1986) é um tenista profissional escocês especialista em duplas, que em 2016 torna-se o primeiro britânico da história a chegar à liderança de um ranking mundial de ténis, neste caso na variante de pares masculinos. Ele é filho da ex-tenista Judy Murray e irmão mais velho do também tenista Andy Murray.

## Carreira
Ele já conquistou 6 Grand Slams em duplas, sendo 2 no masculino e 4 nas mistas. Ao todo possui 23 títulos ATP de duplas. Em 2015, junto com o irmão Andy Murray, Jamie Murray foi campeão da Copa Davis. E com essa conquista, quebrou um tabu dos britânicos, pois a Grã-Bretanha não ganhava uma Davis a 79 anos (última vez havia sido em 1936).

## Grand Slams finais

### Duplas: 4 (2–2)
| Resultado | Ano  | Campeonato      | Piso  | Parceiro     | Oponentes                                  | Placar             |
| Finalista | 2015 | Wimbledon       | Grama | John Peers   | Jean-Julien Rojer Horia Tecău              | 6-7(5-7), 4-6, 4-6 |
| Finalista | 2015 | US Open         | Duro  | John Peers   | Pierre-Hugues Herbert Nicolas Mahut        | 6–4, 6–4           |
| Campeão   | 2016 | Australian Open | Duro  | Bruno Soares | Daniel Nestor Radek Štěpánek               | 2-6, 6-4, 7-5      |
| Campeão   | 2016 | US Open         | Duro  | Bruno Soares | Pablo Carreño Busta Guillermo García-López | 6–2, 6–3           |

### Duplas Mistas: 4 (3–1)
| Resultado | Ano  | Campeonato    | Piso  | Parceira        | Oponentes                     | Placar           |
| Campeão   | 2007 | Wimbledon     | Grama | Jelena Janković | Alicia Molik Jonas Björkman   | 6–4, 3–6, 6–1    |
| Vice      | 2008 | US Open       | Duro  | Liezel Huber    | Cara Black Leander Paes       | 6–7(6–8), 4–6    |
| Campeão   | 2017 | Wimbledon (2) | Grama | Martina Hingis  | Heather Watson Henri Kontinen | 6–4, 6–4         |
| Campeão   | 2017 | US Open       | Duro  | Martina Hingis  | Chan Hao-ching Michael Venus  | 6–1, 4–6, [10–8] |

## ATP finais

### Duplas: 30 (15-15)
| Legenda                           |
| --------------------------------- |
| Grand Slam (0–0)                  |
| ATP World Tour Finals (0–0)       |
| ATP World Tour Masters 1000 (0–0) |
| ATP World Tour 500 Series (3–3)   |
| ATP World Tour 250 Series (9–8)   |

| Finais por Piso |
| --------------- |
| Duro (8–7)      |
| Saibro (3–2)    |
| Grama (1–2)     |
| Carpete (0–0)   |

| Posição   | N.  | Data              | Torneio                                                            | Piso     | Parceiro      | Oponentes                            | Placar                 |
| --------- | --- | ----------------- | ------------------------------------------------------------------ | -------- | ------------- | ------------------------------------ | ---------------------- |
| Vice      | 1.  | 30 Julho 2006     | Countrywide Classic, Los Angeles, EUA                              | Duro     | Eric Butorac  | Bob Bryan Mike Bryan                 | 2–6, 4–6               |
| Vice      | 2.  | 1 Outubro 2006    | Thailand Open, Bangkok, Tailândia                                  | Duro (i) | Andy Murray   | Jonathan Erlich Andy Ram             | 2–6, 6–2, [4–10]       |
| Campeão   | 1.  | 18 Fevereiro 2007 | SAP Open, San Jose, EUA                                            | Duro (i) | Eric Butorac  | Chris Haggard Rainer Schüttler       | 7–5, 7–6(8–6)          |
| Campeão   | 2.  | 25 Fevereiro 2007 | Regions Morgan Keegan Championships, Memphis, EUA                  | Duro (i) | Eric Butorac  | Jürgen Melzer Julian Knowle          | 7–5, 6–3               |
| Campeão   | 3.  | 23 Junho 2007     | Nottingham Open, Nottingham, Reino Unido                           | Grama    | Eric Butorac  | Joshua Goodall Ross Hutchins         | 4–6, 6–3, [10–5]       |
| Campeão   | 4.  | 17 Fevereiro 2008 | Delray Beach International Tennis Championships, Delray Beach, EUA | Duro     | Max Mirnyi    | Bob Bryan Mike Bryan                 | 6–4, 3–6, [10–6]       |
| Vice      | 3.  | 21 Abril 2008     | Estoril Open, Estoril, Portugal                                    | Saibro   | Kevin Ullyett | Jeff Coetzee Wesley Moodie           | 2–6, 6–4, [8–10]       |
| Voce      | 4.  | 16 Junho 2008     | Nottingham Open, Nottingham, Reino Unido                           | Grama    | Jeff Coetzee  | Bruno Soares Kevin Ullyett           | 2–6, 6–7(5–7)          |
| Campeão   | 5.  | 7 Novembro 2010   | Valencia Open 500, Valencia, Espanha                               | Duro (i) | Andy Murray   | Mahesh Bhupathi Max Mirnyi           | 7–6(10–8), 5–7, [10–7] |
| Campeão   | 6.  | 25 Setembro 2011  | Open de Moselle, Metz, França                                      | Duro (i) | André Sá      | Lukáš Dlouhý Marcelo Melo            | 6–4, 7–6(9–7)          |
| Campeão   | 7.  | 9 Outubro 2011    | Rakuten Japan Open Tennis Championships, Toquio, Japão             | Duro     | Andy Murray   | František Čermák Filip Polášek       | 6–1, 6–4               |
| Vice      | 5.  | 5 Fevereiro 2012  | Open Sud de France, Montpellier, França                            | Duro (i) | Paul Hanley   | Nicolas Mahut Édouard Roger-Vasselin | 4–6, 6–7(4–7)          |
| Campeão   | 8.  | 13 Abril 2013     | US Men's Clay Court Championships, Houston, EUA                    | Saibro   | John Peers    | Bob Bryan Mike Bryan                 | 1–6, 7–6(7–3), [12–10] |
| Campeão   | 9.  | 28 Julho 2013     | Crédit Agricole Suisse Open Gstaad, Gstaad, Suíça                  | Saibro   | John Peers    | Pablo Andújar Guillermo García-López | 6–3, 6–4               |
| Campeão   | 10. | 29 Setembro 2013  | PTT Thailand Open, Bangkok, Tailândia                              | Duro (i) | John Peers    | Tomasz Bednarek Johan Brunström      | 6–3, 3–6, [10–6]       |
| Vice      | 6.  | 6 Outubro 2013    | Rakuten Japan Open Tennis Championships, Toquio, Japão             | Duro     | John Peers    | Rohan Bopanna Édouard Roger-Vasselin | 6–7(5–7), 4–6          |
| Campeão   | 11. | 4 Maio 2014       | BMW Open, Munique, Alemanha                                        | Saibro   | John Peers    | Colin Fleming Ross Hutchins          | 6–4, 6–2               |
| Vice      | 7.  | 15 Junho 2014     | Aegon Championships, Londres, Reino Unido                          | Grama    | John Peers    | Alexander Peya Bruno Soares          | 6–4, 6–7(4–7), [4–10]  |
| Vice      | 8.  | 23 Agosto 2014    | Winston-Salem Open, Winston-Salem, EUA                             | Duro     | John Peers    | Juan Sebastián Cabal Robert Farah    | 3–6, 4–6               |
| Vice      | 9.  | 27 Setembro 2014  | Proton Malaysian Open, Kuala Lumpur, Malásia                       | Duro (i) | John Peers    | Marcin Matkowski Leander Paes        | 6–3, 6–7(5–7), [5–10]  |
| Campeão   | 12. | 11 Janeiro 2015   | Brisbane International, Brisbane, Austrália                        | Duro     | John Peers    | Alexandr Dolgopolov Kei Nishikori    | 6–3, 7–6(7–4)          |
| Runner-up | 10. | 15 Fevereiro 2015 | Rotterdam Open, Rotterdam, Holanda                                 | Duro (i) | John Peers    | Jean-Julien Rojer Horia Tecău        | 6–3, 3–6, [8–10]       |
| Vice      | 11. | 26 Abril 2015     | Barcelona Open, Barcelona, Espanha                                 | Saibro   | John Peers    | Marin Draganja Henri Kontinen        | 3–6, 7–6(8–6), [11–9]  |